# Georges (série de romans)
Pour les articles homonymes, voir Georges.
 (avril 2012).
Georges est une série de romans britanniques de Lucy Hawking et Stephen Hawking  publiés entre 2007 et 2018. Christophe Galfard a collaboré à l'écriture du premier roman.

## Résumé
Les romans racontent l'histoire de Georges Greenby, un enfant qui découvre ses nouveaux voisins, Eric et sa fille Annie. Avec eux, il va vivre des aventures extraordinaires grâce à l'ordinateur le plus puissant du monde, Cosmos, qui crée des portes pour voyager dans l'espace. Mais le terrible professeur Tiburce Rex, alias T-Rex, nourrit de sombres projets. T-Rex va faire ce qu'il peut afin de leur mettre des bâtons dans les roues. Chaque volet de la saga est constitué d'une histoire avec, de temps en temps, une coupure avec une fiche sur les découvertes de Stephen Hawking, dans le livre les trésors du cosmos, les fiches sont en fait un autre livre appartenant à Georges nommé Le Petit Guide de l'univers.

## Romans

### Georges et les Secrets de l'Univers
- Titre en anglais : George's Secret Key to the Universe.
- Éditeur : Doubleday / Pocket Jeunesse.
- Commentaire : En collaboration avec Christophe Galfard.
- Année de parution : 2007.
- Résumé : Le premier volet de la série raconte les premières aventures de Georges contre T-Rex (un ancien scientifique), et, dans cet opus, il rencontre pour la première fois la famille d'Eric.

### Georges et les Trésors du cosmos
- Georges et les Trésors du cosmos, Pocket Jeunesse, 2009 (George's Cosmic Treasure Hunt, 2009)
- Éditeur : Doubleday
- Année de parution : 2009
- Illustration : Gary Parsons
- Traduction : Frédérique Fraisse
- Résumé : La famille Bellis doit partir aux États-Unis, car Eric travaille sur le projet "Homer", qui consiste en l'envoi d'un robot sur Mars. Cosmos,  pourtant toujours en panne, reçoit un curieux message. Annie (la fille d'Eric) le trouve et décide d'inviter Georges pendant les vacances pour l'aider. Ensemble, ils trouvent la signification du message : allez trouver Homer sur Mars, sinon, la Terre sera détruite. Il s'ensuit alors une chasse aux trésors folle dans l'espace afin de sauver la planète Terre.

### Georges et le Big Bang
- Georges et le Big Bang, Pocket Jeunesse, 2011 (George and the Big Bang, 2011)
- Éditeur : Doubleday
- Année de parution : 2011
- Illustration : Gary Parsons
- Traduction : Frédérique Fraisse
- Résumé : On revient sur la création du monde et le Big Bang tout en luttant contre une étrange conspiration[1].

### Georges et le Code secret
- Titre en anglais : George and the Unbreakable Code
- Éditeur : Doubleday / Pocket Jeunesse.
- Année de parution : 2015
- Illustration : Gary Parsons
- Traduction : Frédérique Fraisse
- Résumé : Georges et Annie s'ennuient sur la terre ferme, ils rêvent d'aventures... Mais quand des choses étranges se produisent, comme des billets qui sortent des distributeurs, les avions refusent de décoller et les caisses enregistreuses des supermarchés ne fonctionnent plus…, ils comprennent : toutes les machines électroniques sont piratées ! Ils mènent alors l'enquête…

### Georges et la Lune bleue
- Titre en anglais : George and the Blue Moon
- Éditeur : Doubleday / Pocket Jeunesse
- Année de parution : 2016
- Résumé : Georges et Annie participent à un programme pour astronautes en herbe. Objectif : la planète Mars ! Mais à peine arrivés au centre de formation, ils apprennent l'existence d'une étrange mission secrète. Quelque chose ne tourne pas rond sur la base spatiale Kosmodrome 2.

### George and the Ship of Time
- Titre en anglais : George and the Ship of Time
- Éditeur : Corgi
- Année de parution : 2018
- Résumé :

## Personnages
- Humains
  - Georges Greenby : personnage principal de la série Georges[2], il vit en Angleterre, avec ses parents écologistes et un cochon nommé Fred. Il n'est pas d'accord avec ses parents, qui refusent toutes technologies à la maison. Un jour, il rencontre Annie Bellis et son père, Eric. Ce dernier lui montre les possibilités de son superordinateur Cosmos. Georges devient petit à petit ami avec la famille Bellis et effectue plusieurs voyages dans l'espace grâce à Cosmos. Dans Georges et le Big Bang, il est le grand frère de Junon et Héra, deux jumelles.
  - Eric
  - Annie
  - Tiburce Rex
  - Alioth Merak

- Non-humains
  - Cosmos
  - Pooky
  - Boltzmann Brains